# Віллі Ліндстрем
Віллі Ліндстрем (швед. Willy Lindström, нар. 5 травня 1951, Грумс) — колишній шведський хокеїст, що грав на позиції крайнього нападника. Грав за збірну команду Швеції.
Володар Кубка Стенлі. Провів понад 600 матчів у Національній хокейній лізі.

## Ігрова кар'єра
Хокейну кар'єру розпочав на батьківщині 1974 року виступами за команду «Фрелунда».
Протягом професійної клубної ігрової кар'єри, що тривала 16 років, захищав кольори команд «Вінніпег Джетс», «Едмонтон Ойлерс», «Піттсбург Пінгвінс» та «Брюнес».
Загалом провів 639 матчів у НХЛ, включаючи 57 ігор плей-оф Кубка Стенлі.
Виступав за збірну Швеції.

## Нагороди та досягнення
- Володар Кубка Авко в складі «Вінніпег Джетс» — 1976, 1978, 1979.
- Володар Кубка Стенлі в складі «Едмонтон Ойлерс» — 1984, 1985.

## Статистика
| Сезон        | Клуб                 | Ліга         | Регулярний сезон | Регулярний сезон | Регулярний сезон | Регулярний сезон | Регулярний сезон | Плей-оф | Плей-оф | Плей-оф | Плей-оф | Плей-оф |
| Сезон        | Клуб                 | Ліга         | І                | Г                | П                | О                | ШХ               | І       | Г       | П       | О       | ШХ      |
| ------------ | -------------------- | ------------ | ---------------- | ---------------- | ---------------- | ---------------- | ---------------- | ------- | ------- | ------- | ------- | ------- |
| 1974–75      | «Фрелунда»           | Швеція-Д1    | 29               | 18               | 14               | 32               | 24               | —       | —       | —       | —       | —       |
| 1975–76      | «Вінніпег Джетс»     | ВХА          | 81               | 23               | 36               | 59               | 32               | 13      | 4       | 7       | 11      | 2       |
| 1976–77      | «Вінніпег Джетс»     | ВХА          | 79               | 44               | 36               | 80               | 37               | 20      | 9       | 6       | 15      | 22      |
| 1977–78      | «Вінніпег Джетс»     | ВХА          | 77               | 30               | 30               | 60               | 42               | 8       | 3       | 4       | 7       | 17      |
| 1978–79      | «Вінніпег Джетс»     | ВХА          | 79               | 26               | 36               | 62               | 22               | 10      | 10      | 5       | 15      | 9       |
| 1979–80      | «Вінніпег Джетс»     | НХЛ          | 79               | 23               | 26               | 49               | 20               | —       | —       | —       | —       | —       |
| 1980–81      | «Вінніпег Джетс»     | НХЛ          | 72               | 22               | 13               | 35               | 45               | —       | —       | —       | —       | —       |
| 1981–82      | «Вінніпег Джетс»     | НХЛ          | 74               | 32               | 27               | 59               | 33               | 4       | 2       | 1       | 3       | 2       |
| 1982–83      | «Вінніпег Джетс»     | НХЛ          | 63               | 20               | 25               | 45               | 8                | —       | —       | —       | —       | —       |
| 1982–83      | «Едмонтон Ойлерс»    | НХЛ          | 10               | 6                | 5                | 11               | 2                | 16      | 2       | 11      | 13      | 4       |
| 1983–84      | «Едмонтон Ойлерс»    | НХЛ          | 73               | 22               | 16               | 38               | 38               | 19      | 5       | 5       | 10      | 10      |
| 1984–85      | «Едмонтон Ойлерс»    | НХЛ          | 80               | 12               | 20               | 32               | 18               | 18      | 5       | 1       | 6       | 8       |
| 1985–86      | «Піттсбург Пінгвінс» | НХЛ          | 71               | 14               | 17               | 31               | 30               | —       | —       | —       | —       | —       |
| 1986–87      | «Піттсбург Пінгвінс» | НХЛ          | 60               | 10               | 13               | 23               | 6                | —       | —       | —       | —       | —       |
| 1987–88      | «Брюнес»             | Елітсерія    | 35               | 16               | 9                | 25               | 40               | —       | —       | —       | —       | —       |
| 1988–89      | «Брюнес»             | Елітсерія    | 29               | 12               | 5                | 17               | 26               | —       | —       | —       | —       | —       |
| 1989–90      | «Брюнес»             | Елітсерія    | 29               | 8                | 5                | 13               | 12               | —       | —       | —       | —       | —       |
| Усього в НХЛ | Усього в НХЛ         | Усього в НХЛ | 582              | 161              | 162              | 323              | 200              | 57      | 14      | 18      | 32      | 24      |